# William Njoku
William Chidi Njoku (* 5. März 1972 in Accra) ist ein ehemaliger kanadischer Basketballspieler ghanaischer Abstammung.

## Leben
Njoku kam 1976 aus Ghana nach Kanada und spielte zunächst Fußball. Auch aufgrund seiner Körpergröße landete er dann beim Basketball. Er spielte als Schüler an der Halifax West High School in der kanadischen Provinz Neuschottland und als Student ebenfalls in der Stadt Halifax an der Saint Mary’s University (1990 bis 1994) in der kanadischen Hochschulliga. In den Spielzeiten 1993/94 und 1994/95 erzielte er jeweils 25,2 Punkte je Begegnung. In der Saison 92/93 wurde er als bester Spieler der kanadischen Hochschulliga ausgezeichnet. 2013 wurde Njoku in die Sportruhmeshalle der Saint Mary’s University aufgenommen. Bereits 2011 fand er Aufnahme in die Sportruhmeshalle der Provinz Neuschottland.
Beim Draftverfahren der NBA im Jahre 1994 wurde der 2,06 Meter große Flügelspieler von den Indiana Pacers ausgewählt (zweite Runde, 41. Stelle). Der Sprung in die NBA gelang ihm jedoch nicht. Njoku begann seine Profilaufbahn beim französischen Zweitligisten Élan Sportif Chalonnais, für den er in der Saison 1994/95 in sechs Spielen im Schnitt 13,8 Punkte und neun Rebounds erzielte. Anschließend spielte er in der US-Liga USBL (Jersey Turnpikes und Atlantic City Seagulls), 1996/97 stand er bei Besiktas Istanbul in der Türkei unter Vertrag.
Es folgten Stationen bei Brandt Hagen in Deutschland, Löwen in Belgien, Illiabum und Oliveirense in Portugal, Al Jaish Damaskus in Syrien, Vilvoorde in Belgien, Bashkimi Prizren im Kosovo und Skopje in Mazedonien. 2005 beendete er seine Laufbahn, 2012/13 war er noch einmal als Spieler tätig, und zwar bei den Saint John Mill Rats in der kanadischen Liga NBL.
Von September 2007 bis September 2010 leitete er den Hochschulsport an der Crandall University, ehe er sich als Motivationstrainer und Vortragsredner selbständig machte.

### Nationalmannschaft
1991 nahm er mit Kanadas Auswahl an der Juniorenweltmeisterschaft teil, er gehörte zu Kanadas A-Nationalmannschaft bei den Weltmeisterschaften 1994 und 1998.